# 비앙카 발그렌 잉로소
비앙카 발그렌 잉로소(Bianca Wahlgren Ingrosso, 1994년 12월 30일 ~ )는 스웨덴의 가수이다.